# Бачан (протока)
0°39′42″ пд. ш. 127°17′45″ сх. д. / 0.66167° пд. ш. 127.29583° сх. д.
Протока Бачан (індон Selat Bacan) — протока в Індонезії в провінції Молуккські острови. Вона відокремлює острів Мандіолі від островів Бачан і Обіт на сході та від острова Касірута на півночі. Протока Бачан з'єднує протоку Обі з Молуккським морем.
Основними містами на Бачанській протоці є Леле і Опанг на Мандіолі, Поан і Капутусан на Бачані і Джере на Касіруті.